# Sopova Balka
Sopova Balka - Сопова Балка (rus) - és un khútor del krai de Krasnodar, a Rússia. Es troba a 13 km al nord-oest de Briukhovétskaia i a 97 km al nord de Krasnodar, la capital.
Pertany al municipi de Pereiàslovskaia.